# كاري فوهرر
كاري سامانثا فوهرر (بالألمانية: Kari Samantha Wührer) وهي ممثلة ومغنية أمريكية ولدت في يوم 28 أبريل 1967 في بروكفايلد في كونتيكت في الولايات المتحدة، من أشهر الأفلام التي مثلتها هو اناكوندا في سنة 1997.

## روابط خارجية
- كاري فوهرر على موقع IMDb (الإنجليزية)
- كاري فوهرر على موقع ميتاكريتيك (الإنجليزية)
- كاري فوهرر على موقع روتن توميتوز (الإنجليزية)
- كاري فوهرر على موقع ألو سيني (الفرنسية)
- كاري فوهرر على موقع ميوزك برينز (الإنجليزية)
- كاري فوهرر على موقع تيرنر كلاسيك موفيز (الإنجليزية)
- كاري فوهرر على موقع أول موفي (الإنجليزية)
- كاري فوهرر على موقع قاعدة بيانات الأفلام السويدية (السويدية)
- كاري فوهرر على موقع إن إن دي بي (الإنجليزية)
- كاري فوهرر على موقع قاعدة بيانات الفيلم (الإنجليزية)